# Número de recambio
En enzimología, el término número de recambio (también conocido como kcat o k2) se define como el máximo número de moléculas de un sustrato que una molécula de enzima puede convertir en producto por unidad de tiempo. Se calcula del siguiente modo:
{\displaystyle k_{\mathrm {cat} }={\frac {V_{\max }}{[E]_{T}}}}
Por ejemplo, la anhidrasa carbónica posee un número de recambio de entre 400 000 y 600 000 moléculas de producto (iones bicarbonato) por molécula de enzima por segundo.

## Otros usos del término
En otras áreas de la química, tales como la catálisis en química organometálica; el número de recambio (TON siglas de turnover number en inglés) posee un significado diferente: aquí es el número de moles de sustrato que un mol de catalizador puede convertir antes de quedar inactivado. Un catalizador ideal, tendría un número de recambio infinito, ya que no debería ser consumido; pero en la práctica este número oscila entre 100 moles de sustrato y 40 millones.

## Frecuencia de recambio
El término frecuencia de recambio (abreviado TOF, por las siglas de turnover frequency) se utiliza para referirse al recambio por unidad de tiempo; como en enzimología. Para las aplicaciones industriales más relevantes, la frecuencia de recambio se encuentra en el rango de 10−2 - 102 s−1 (las enzimas 103 - 107 s−1).

## Número de recambio de la acetilcolinesterasa
La acetilcolinesterasa (AChE) quizás sea una de las enzimas más rápidas que existen. Esta enzima hidroliza la acetilcolina para formar colina y acetato. Uno de los primeros números de recambio medidos para esta enzima fue de 3 x 107 (moléculas de acetilcolina) por minuto, por molécula de enzima. Un valor medido más recientemente a 25 °C, pH = 7.0, y una concentración de acetilcolina de 2,5 x 10−3 M, fue de 7,4 x 105 min−1.
Podría haber alrededor de 30 sitios activos por cada molécula de enzima. La AChE es una serina hidrolasa que reacciona con acetilcolina a una velocidad cercana a la de una reacción controlada por difusión.